# 艾斯格拉本河 (施特羅伊河支流)
50°29′34″N 10°10′11″E / 50.49278°N 10.16972°E
艾斯格拉本河是德國的河流，位於該國東南部，由巴伐利亞負責管轄，屬於施特羅伊河的支流，河道全長10.8公里，流域面積14.4平方公里。